# Melitracen

Strukturformel

Melitracen är en antidepressiv substans av typen TCA, tricykliska antidepressiva.
Melitracen har föreslagits i det förflutna som en behandling för trigeminala neuralgi jämförd med flupentixol, men det har inte varit föremål för särskilt många publikationer.
Substansen återfinns ej som läkemedel i FASS.